# L'Institutrice (film, 2014)
Pour les articles homonymes, voir L'Institutrice.
Pour plus de détails, voir Fiche technique et Distribution.
L'Institutrice (en hébreu : הגננת, Haganenet), est un film franco-israélien écrit et réalisé par Nadav Lapid et sorti en 2014. Le film a fait l'objet d'un remake américain sorti en 2018 sous le titre The Kindergarten Teacher.

## Synopsis
En Israël, une institutrice s'intéresse à un garçon de 5 ans qui semble doué d'une facilité stupéfiante à créer des poèmes. Le garçon ne s'en rend pas compte et dans son entourage seule l'institutrice comprend sa particularité. Émerveillée, l'institutrice décide, envers et contre tout, de l'aider à développer ce don. 
Débordant la simple narration objective, le film aborde un univers onirique déroutant et des connotations politiques.

## Fiche technique
- Titre français : L'Institutrice
- Titre original : הגננת, Haganenet
- Titre international : The Kindergarten Teacher
- Réalisation : Nadav Lapid
- Scénario : Nadav Lapid
- Photographie : Shai Goldman
- Montage : Era Lapid
- Musique : Michael Emet
- Son : Aviv Aldema
- Production : Osnat Handelsman-Keren, Talia Kleinhendler et Carole Scotta
- Sociétés de production : Pie Films, Haut et Court et Arte France Cinéma
- Sociétés de distribution : Haut et Court (France)
- Pays de production :  Israël et  France
- Langue originale : hébreu
- Durée : 119 minutes
- Genre : drame
- Dates de sortie : 
  - France : 19 mai 2014 (Festival de Cannes 2014)
  - France : 10 septembre 2014 (sortie nationale)
  - Israël : 15 juillet 2014

## Distribution
- Sarit Larry : Nira
- Avi Shnaidman : Yoav Pollak
- Lior Raz :  le mari de Nira
- Jil Ben David : le professeur de poésie
- Ester Rada : Miri
- Guy Oren : Asi
- Yehezkel Lazarov (en) : Amnon Pollak
- Dan Toren : Aharon Pollak

## Distinctions

### Récompenses
- Festival international du film de Jérusalem 2014 : The Israeli Film Critics Forum Prize
- Festival international du film d'Inde 2014 : Prix du « meilleur réalisateur » pour Nadav Lapid et prix de la « meilleure actrice » pour Sarit Larry[1].

### Nominations et sélections
- Festival de Cannes 2014 : sélection « Semaine de la critique » (séances spéciales)

- Ophirs du cinéma 2014 :
  - Meilleur scénario pour Nadav Lapid
  - Meilleure photographie pour Shai Goldman
  - Meilleur son pour Aviv Aldema

## Autour du film
Les poèmes créés par l'enfant sont ceux qu'aurait écrit le réalisateur lui-même à cet âge.